# Andrej Kiska
Andrej Kiska (Pronunciación eslovaca: [ˈandrej ˈkiska]; n. Poprad, Eslovaquia, 2 de febrero de 1963) es un filántropo, ingeniero eléctrico, empresario y político eslovaco. El  año 2014 fue elegido como Presidente de Eslovaquia, asumiendo el cargo el 15 de junio del mismo año. Durante las elecciones, participó como independiente, compitiendo directamente contra Robert Fico. En la primera vuelta obtuvo un 24 % de los votos contra el 28% del primer ministro eslovaco. Durante la segunda vuelta, realizada el 29 de marzo, obtuvo más de un 60 % de las preferencias, consiguiendo la primera mayoría.

## Primeros años
Nacido en la ciudad eslovaca de Poprad, el día 2 de febrero de 1963. Cuando terminó la secundaria, entró a la universidad y allí se licenció en Ingeniería eléctrica. En el año 1990, después de la Revolución de Terciopelo, se trasladó hacia los Estados Unidos. A su regreso fundó la empresa "Triangel and Quatro", en la que se dedicaba al mundo de los alquileres y compras y ayudaban a pagar en periodo de meses a las personas que habían efectuado una compra de bienes e inmuebles.

## Filantropía
En 2006 cofundó junto a Igor Brossmann, la ONG sin ánimo de lucro llamada "Dobrý anjel" (en castellano: Buen Ángel). En ella los donantes ayudan a las familias que se encuentra en una difícil situación económica debido a que un miembro de la familia contraiga una grave enfermedad como por ejemplo el cáncer y no pueda hacer frente el poder mantener a su familia debido a ello.
En 2016 más de 170 000 personas donaron a esta ONG en Eslovaquia y en 2014 consiguieron ampliar sus actividades fuera de sus fronteras, llegando a República Checa donde están logrando un gran éxito en su labor humanitaria.
También cabe destacar que Andrej Kiska, dona su sueldo mensual de presidente a las personas más necesitadas.

## Elección presidencial
En la primera ronda de las elecciones presidenciales de 2014, Kiska quedó en segundo lugar con el 24 % de los votos, por debajo del candidato y primer ministro Robert Fico  que tenía el 28 %. Como ninguno de los candidatos obtuvo más del 50 % de los votos, Kiska y Fico progresaron a una segunda vuelta electoral celebrada el 29 de marzo y esta vez Kiska ganó en la segunda ronda, recibiendo casi el 60 % de los votos totales. 
Tras ganar las elecciones, el día 15 de junio de ese mismo año, logró ser investido como Cuarto Presidente de Eslovaquia. Sucede en el cargo a Ivan Gašparovič.

## Opiniones
Andrej Kiska apoya la Declaración de independencia de Kosovo acaecida en 2008 y está a favor de que Eslovaquia diplomáticamente reconozca el Reconocimiento internacional de la independencia de Kosovo como estado soberano e independiente. 
También ha realizado algunas declaraciones sobre la crisis de Crimea de 2014 y apoya las sanciones.

## Obra
- Cesta manažéra z pekla, alebo, Ako robiť charitu úspešne a so srdcom (El camino del infierno del gerente, o cómo hacer caridad con éxito y con corazón), Poprad, 2011 ISBN 978-80-970642-9-7